# Mare Liberum

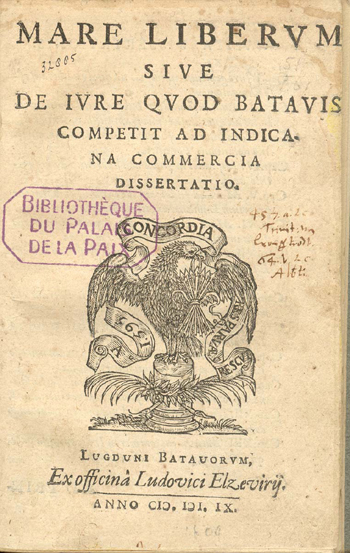
Folha de rosto de Mare Liberum (1609).

Mare Liberum (título original: Mare Liberum, sive de jure quod Batavis competit ad Indicana commercia dissertatio; em português, 'Mar livre ou uma dissertação sobre o direito dos neerlandeses de manter o comércio nas Índias')  é um  tratado de autoria do jurista neerlandês Hugo Grotius. Publicado, como excerto, em 1609,  Mare Liberum discute o direito a governar os mares, contestando sobretudo a política de Mare clausum, defendida por Espanha e Portugal, dado que, se tais países pudessem governar e dominar os mares, os holandeses estariam impedidos de navegar às Índias Orientais. A tese de Grotius é que a liberdade dos mares era um aspecto primordial na comunicação entre os povos e nações. Portanto, nenhum país poderia monopolizar o controle do oceano, dada sua imensidão e falta de limites estabelecidos.

## História
A história de Mare Liberum  ('Mar livre' ou 'Liberdade dos Mares') começa em 1603, quando o almirante Jacob van Heemskerck, a serviço da Companhia Holandesa das Índias Orientais captura o navio de carga português "Santa Catarina" em alto-mar, ao largo de Singapura. Esta ação, que não terá contado com o aval da companhia ou mesmo do governo, propiciou, no entanto, à Companhia um enorme butim: mais de três milhões de florins. O feito gerou protestos internacionais, e até mesmo nos Países Baixos.  Para defender-se, os representantes da Companhia procuraram um jovem e renomado jurista de Haia: Hugo Grotius (Hugo de Groot), que provavelmente também era  membro da Câmara de Amsterdam da Companhia das Índias Orientais.
Assim, no decurso de 1604, Grotius teria a tarefa de elaborar uma justificativa para o sequestro, formulando então uma extensa defesa, baseada nos princípios do direito natural, que foi denominada provisoriamente de "De Indis". Num dos capítulos, denominado "De Mare Liberum" ("Sobre o Mar Livre"), o jurista defendia o princípio de que o mar era um território internacional e todas as nações seriam livres de utilizá-lo para comércio - contestando a autoridade do Papa no direito internacional, que considerava um assunto a ser resolvido entre Estados soberanos. Ao advogar o Mare Liberum, a livre navegação nos mares, Grotius deu uma sustentação ideológica para que os holandeses quebrassem vários monopólios comerciais, utilizando a sua formidável potência naval para estabelecer depois o seu próprio monopólio.
Em 1609, Mare Liberum foi publicado como excerto,  anonimamente. 
O texto surge numa época de conflitos, em relação ao comércio marítimo, que envolviam Portugal e  Espanha (que reivindicavam o monopólio dos mares descobertos), além da Inglaterra (que  defendia a soberania sobre as águas ao redor das Ilhas Britânicas), de um lado, e, de outro lado, a República das Sete Províncias Unidas dos Países Baixos, que postulava a internacionalidade das águas oceânicas.
As reações não se fizeram esperar: a posição de Grotius é fortemente contestada. A Inglaterra, em competição cerrada com os holandeses pelo domínio do comércio mundial, opôs-se à tese de Grotius e reclamou a soberania sobre as águas que rodeavam as ilhas Britânicas. Para sustentar sua posição, os ingleses basearam-se nos argumentos do jurista John Selden, que reformulou o conceito de "Mare Clausum". Na sua obra "Mare clausum", de 1635, Selden defende que o mar era, na prática, tão passível de ser apropriado quanto o território terrestre. Segundo essa nova interpretação, o mar era equiparado a um território continental e, como tal, podia ser conquistado.
Na controvérsia gerada pelo conflito entre essas duas visões, os estados marítimos acabariam por moderar as suas exigências de domínio marítimo, baseando-se no princípio de que o território se estendia para o largo a partir de terra. Uma base sustentável foi encontrada, restringindo o domínio marítimo até à distância em que um tiro de canhão fosse capaz de defendê-lo. Essa posição seria universalmente adotada e estabelecida no limite das três milhas marítimas da costa.